# ياسمين الديماسي
ياسمين الديماسي ممثلة تونسية.

## السيرة الذاتية
تدربت كممثلة ما بين 2009 و2010 في التياترو تحت إشراف توفيق الجبالي.
كما تقوم بدبلجة المسلسلات التركية باللهجة التونسية .
فازت سنة 2019 بجائزة مهرجان السينما التونسية في فئة « أفضل ممثلة » عن دورها في مسلسل النوبة وعن دورها في فيلم دشرة لعبد الحميد بوشناق.
المسرح
- 2014 : الخلوة لتوفيق الجبالي
- 2015 : خطيئة النجاح لمريم بوسالمي
- 2016 : التابعة لتوفيق الجبالي
- 2017 :
  - البنت الصغيرة والموت كمساعدة في الإخراج المسرحي
  - المجنون لتوفيق الجبالي
- 2018 : ثلاثين وأنا حاير فيك (صحافة ووسائل إتصالات)
- 2021 : على هواك لتوفيق الجبالي
- 2023 : المجنون لتوفيق الجبالي

## فيلموغرافيا

### السينما
- 2018 : دشرة لعبد الحميد بوشناق (دور رئيسي),[1][4]
- 2021 : الفراشة الذهبية لعبد الحميد بوشناق

### تلفزيون
- 2015 : سيارة إسعاف للسعد الوسلاتي
- 2016 : بين نارين لبيامي صفا (صوت ناريمان) [5]
- 2016 - 2017 : هاذوكم لعبد الحميد بوشناق : حنين، مصففة الشعر الثرثارة
- 2017 :
  - حبك درباني (صوت شادية) [5]
  - قطوسة الرماد ، مسلسل تركي مدبلج باللهجة التونسية ويبث على قناة نسمة من تأليف ميرف جرجين وحمدي علجان وأحمد ساشيغلو وجول أبو سمرجي (صوت كلثوم) [6]
- 2018 : الحب إلي كواني (صوت إيمان) [5]
- 2019 - 2020 : نوبة لعبد الحميد بوشناق وقد تمت إذاعته على قناة نسمة,[7][8][9]
- 2020 : تونس 2050 (الموسم 5) لرياض الغرياني ومحرز الدريدي وسامي فوار [10]
- 2021 : كان يا ماكانش لعبد الحميد بوشناق : القليل ركوب هود الأحمر
- 2024 : رڨوج لعبد الحميد بوشناق : نسيمة